# Bao cao su

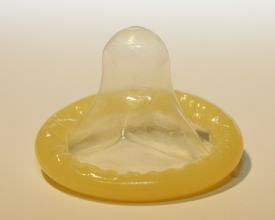
Một bao cao su đã xé vỏ bọc

Một hộp bao cao su

Bao cao su, cũng được gọi bao dương vật, túi cao su, ca pốt (từ capote trong tiếng Pháp) hay condom theo tiếng Anh, hay áo mưa theo tiếng lóng, là một dụng cụ được dùng để giảm khả năng có thai và nguy cơ lây bệnh đường tình dục (như lậu mủ, giang mai và HIV) khi quan hệ tình dục và thực hiện các hành vi tình dục khác.
Nhiều người có suy nghĩ sai lầm rằng: bao cao su sẽ cung cấp "sự bảo vệ an toàn tuyệt đối" khi quan hệ tình dục, khi đã sử dụng đúng cách thì không cần lo lắng về việc mang thai ngoài ý muốn hoặc lây bệnh hoa liễu. Nhưng thực ra, bao cao su chỉ giảm bớt chứ không ngăn chặn được rủi ro một cách tuyệt đối, tức là dù có sử dụng bao cao su đúng cách thì rủi ro vẫn có thể xảy ra. Kể cả khi sử dụng đúng cách và dùng trong mọi lần quan hệ tình dục, tỉ lệ xảy ra mang thai ngoài ý muốn vẫn vào khoảng 2% một năm. Đối với HIV/AIDS, khả năng ngăn chặn lây nhiễm của bao cao su vào khoảng 67-85% (tức xác suất lây nhiễm vẫn còn khoảng 15-33%) trong mỗi lần dùng. Đối với một số bệnh hoa liễu lây qua đường tiếp xúc hoặc nước bọt, bao cao su không có tác dụng ngăn chặn.
Bao cao su được trùm lên dương vật đã cương cứng và chặn tinh dịch không cho thâm nhập vào cơ thể bạn tình. Được sử dụng trong kế hoạch hóa gia đình, bao cao su nam giới có lợi thế là giá rẻ, dễ sử dụng, ít tác dụng phụ. Vì bao cao su là chất dẻo không thấm nước và bền, chúng cũng được dùng vào một số mục đích khác như đựng tinh dịch khi chữa trị vô sinh cũng như một số mục đích không liên quan tới tình dục như tạo micro không thấm nước, bọc nòng súng trường để khỏi bị kẹt.

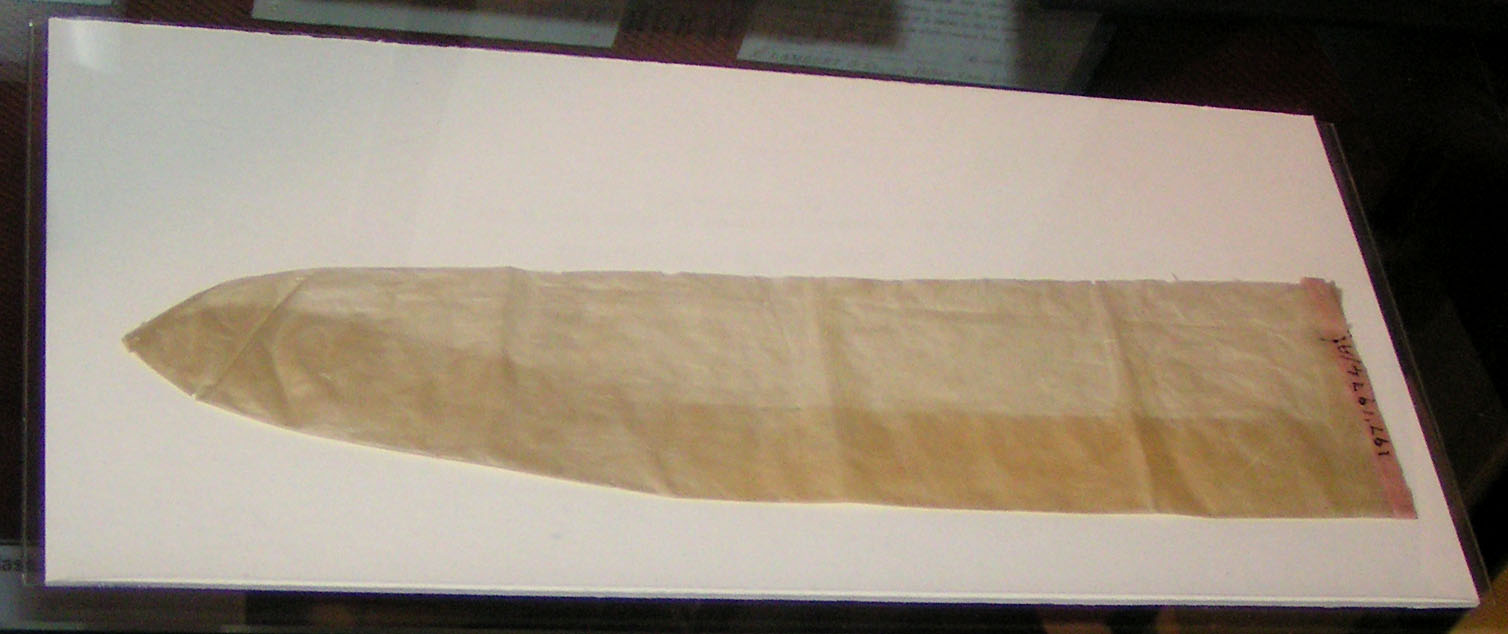
Một bao cao su làm từ da súc vật vào khoảng 1900

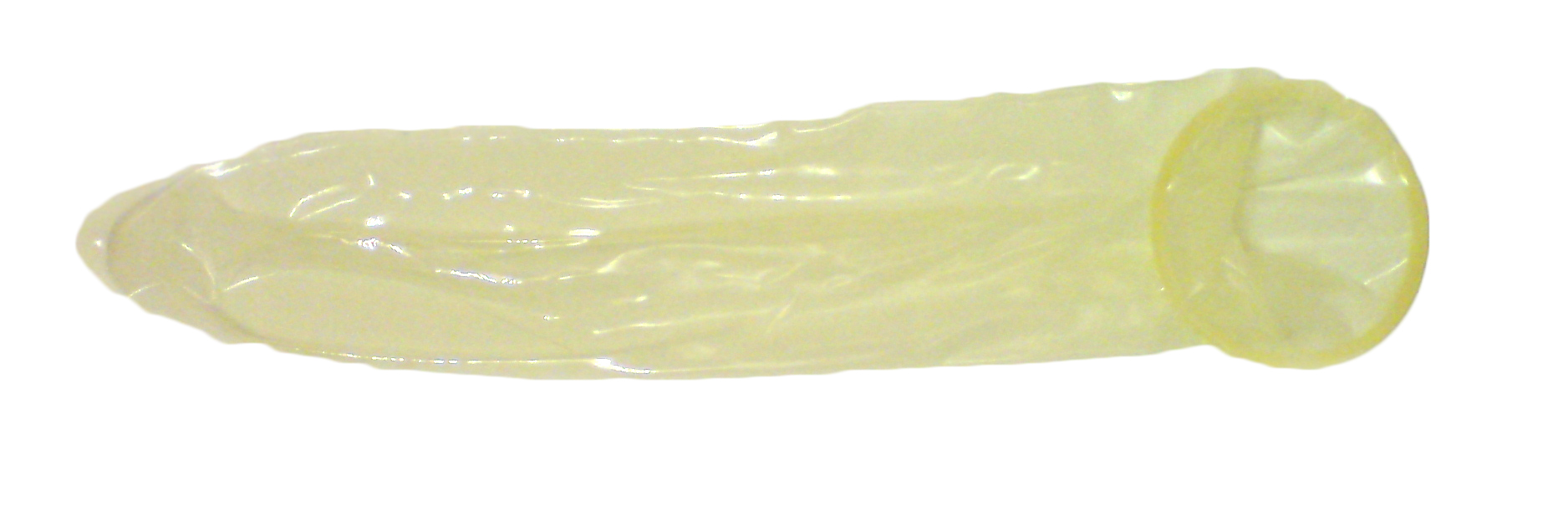
Một bao cao su loại không cuộn

Bao cao su đã được sử dụng cách đây ít nhất 400 năm, khi đó nó làm bằng ruột hoặc da động vật (một số khám phá khảo cổ còn cho thấy nó có từ thời Ai Cập cổ đại). Từ thế kỷ 19, sử dụng bao cao su là một trong các phương pháp ngừa thai phổ biến nhất. Bao cao su hiện đại hầu hết được làm bằng nhựa, nhưng đôi khi cũng được làm bằng nhựa tổng hợp, polyisoprene hoặc ruột cừu. Bao cao su nữ giới thường được làm bằng nhựa tổng hợp. Hầu hết bao cao su đều có một phần dư ra trên đầu để chứa tinh dịch. Bao cao su có nhiều kích cỡ và bề mặt khác nhau để kích thích người dùng. Bao cao su thường được tẩm chất bôi trơn để giúp dương vật thâm nhập dễ dàng còn bao cao su có mùi vị thì dùng cho làm tình bằng miệng.
Độ phổ biến của bao cao su tùy thuộc nhiều vào từng quốc gia. Hầu hết các thống kê về mục đích tránh thai được thực hiện với phụ nữ có chồng hoặc phụ nữ trong các tổ chức. Nhật Bản có tỉ lệ dùng bao cao su cao nhất thế giới: chiếm 80% trong ngừa thai của phụ nữ có chồng. Trung bình ở các nước phát triển, bao cao su là phương pháp ngừa thai phổ biến nhất: 28%. Trung bình ở các nước kém phát triển, bao cao su là phương pháp ngừa thai ít phổ biến nhất: 6-8%. Được chấp nhận rộng rãi trong lịch sử hiện đại, bao cao su gây ra nhiều tranh cãi chủ yếu về cách dùng chúng trong giáo dục giới tính.
Sử dụng bao cao su để ngăn ngừa lây bệnh cũng khác nhau. Đối với người đồng tính nam ở Hoa Kỳ, một thống kê cho thấy 35% từng sử dụng hai bao cao su cùng lúc. Mặc dù có mục đích là tăng khả năng bảo vệ, dùng hai bao cao su cùng lúc thực ra lại làm tăng khả năng hỏng bao cao su.

## Rủi ro khi sử dụng
Bao cao su có thể bị tuột ra khỏi dương vật sau khi xuất tinh, bị rách do không sử dụng đúng cách hoặc bị xé khi mở gói, bị rách hoặc tuột vì chất liệu nhựa bị hỏng (thường do quá hạn sử dụng, cất giữ không đúng cách hoặc bị dính dầu). Tỉ lệ rách bao cao su là từ 0,4% đến 2,3%, tỉ lệ tuột là 0,6% và 1,3%. Một tổng kết từ 10 nghiên cứu với nhiều loại bao cao su khác nhau đã cho tỉ lệ thất bại trung bình (cả rách hoặc tuột) là 8,04%.
Tùy theo loại thất bại khi dùng bao cao su mà có các mức độ thâm nhập tinh dịch khác nhau. Một nghiên cứu cho thấy khi bị rách bao, tinh dịch sẽ bị thâm nhập một nửa so với không dùng bao. Còn khi bị tuột thì chỉ 1/5 tinh dịch bị thâm nhập. Mặc dù nếu bao cao su không bị rách hoặc tuột, 1–2% phụ nữ được kiểm tra là vẫn có tinh dịch sau khi quan hệ tình dục dùng bao cao su, do bị thẩm thấu qua lớp màng cao su. Sử dụng hai bao cao su cùng lúc cũng tăng khả năng hỏng bao cao su.
Đặc biệt, ngay cả khi mang bao cao su đúng cách, nguy cơ lây nhiễm AIDS vẫn còn khoảng 20-25% vì kích thước virus rất nhỏ (chỉ 0,1 micrômét), nhiều khi có thể lọt được qua lớp màng bao cao su và truyền sang bạn tình. Một nghiên cứu khác còn cho tỷ lệ lây nhiễm trong mỗi lần dùng lên đến 33%. Nếu biết về tỉ lệ này, tất nhiên không ai dám bỏ qua khi AIDS là một căn bệnh chết người chưa có thuốc chữa. Điều này càng trở nên nguy hiểm khi nhiều người tưởng rằng chỉ cần sử dụng bao cao su thì sẽ ngăn ngừa được tuyệt đối nguy cơ lây nhiễm HIV.
Bao cao su tiêu chuẩn vừa cho hầu hết kích cỡ dương vật mặc dù nhiều nhà sản xuất bán loại khít hoặc loại lớn. Vài nhà sản xuất cũng bán các loại bao cao su vừa kích cỡ dương vật khách hàng và đảm bảo rằng chúng tin cậy và tăng khoái cảm hơn. Vài nghiên cứu cho thấy sự tương quan giữa dương vật lớn và bao cao su nhỏ với tỉ lệ rách cao và tỉ lệ tuột thấp (và ngược lại), nhưng những nghiên cứu khác thì không thấy điều này.
Độ dày không liên quan đến việc rách, bao cao su loại mỏng thì hiệu quả hơn loại dày. Tuy vậy, các nhà sản xuất được khuyến cáo tránh sản xuất loại quá dày hoặc quá mỏng vì chúng kém hiệu quả hơn. Nhiều tác giả còn khuyến khích dùng loại mỏng vì "độ bền, khoái cảm và thoải mái", nhưng những tác giả khác cảnh báo rằng "bao cao su càng mỏng thì cần một lực nhỏ hơn để làm rách chúng".
Người dùng bao cao su có kinh nghiệm thì khả năng bị rách hay tuột thấp hơn nhiều so với người dùng lần đầu, mặc dù những ai từng bị tuột hoặc rách một lần thì khả năng bị rách hoặc tuột lần hai là cao hơn. Một bài báo trên Báo cáo Dân số (Population Reports) cho thấy chỉ dạy về cách sử dụng bao cao su sẽ giảm những thao tác làm tăng khả năng rách và tuột bao cao su.
Trong số những người sử dụng phương pháp tránh thai bằng bao cao su, một người có thể hết bao cao su, hoặc đang đi du lịch và không có mang bao cao su hoặc chỉ đơn giản muốn thử cảm giác lạ và quyết định không sử dụng một lần. Hành vi kiểu này là nguyên nhân chủ yếu dẫn đến việc thất bại khi dùng bao cao su.
Một nguyên nhân thất bại khác là do phá hoại ngầm của bạn tình. Một trong những động cơ là muốn có con trái với mong muốn hoặc sự đồng ý của bạn tình. Vài người bán dâm Nigeria báo cáo rằng khách hàng ngầm phá hoại bao cao su để trả thù cho việc bị ép buộc dùng bao cao su. Dùng một chiếc kim nhỏ đâm nhiều lỗ ở đầu bao cao su được cho là giảm đáng kể hiệu quả của bao cao su.

## Sử dụng đúng

### Kiểm tra bao cao su
Chú ý: Bước này rất hay bị nhiều người bỏ qua.
Bao cao su phải còn hạn sử dụng, còn nguyên gói, không quăn gói, vẫn còn mềm, màu không loang lổ, không bị rách.

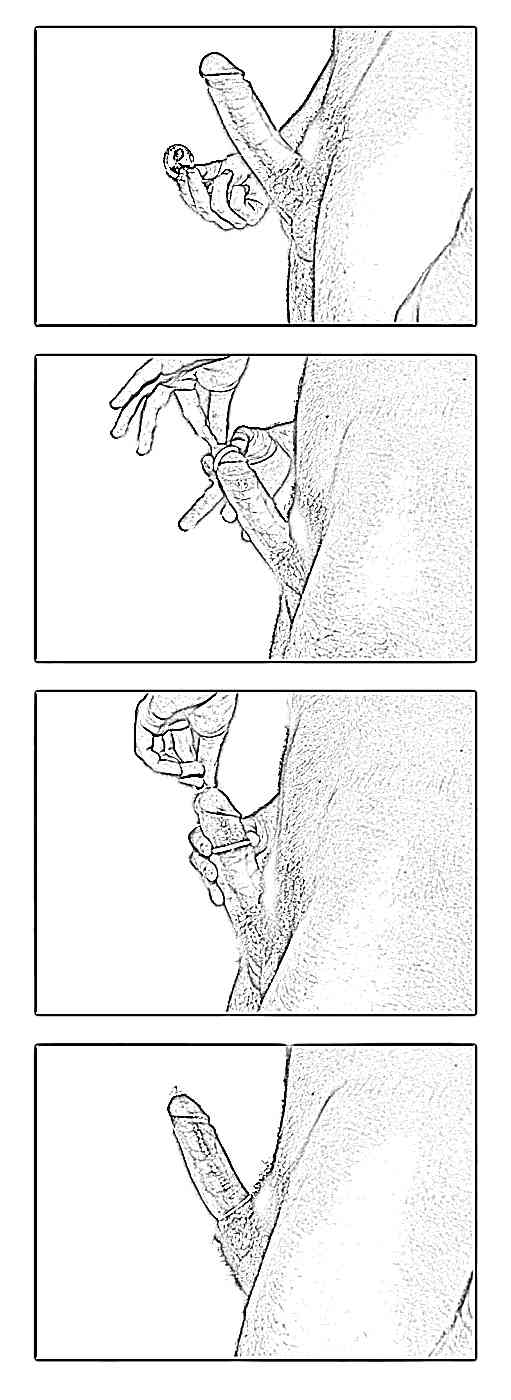
Hướng dẫn cách đeo

### Đeo
Bao phải được sử dụng ngay sau khi bóc gói. Sử dụng ngay từ khi dương vật bắt đầu cương cứng. Chú ý nên dùng động tác từ từ, nhẹ nhàng (nhất là khi làm cho người khác), tránh làm rách bao. Xem kỹ hướng vòng tròn để tròng vòng bao cao su cho đúng hướng, đảm bảo bao sẽ che được dương vật. Bóp túi phình nhỏ ở đầu bao cho không khí ra hết (lấy chỗ chứa tinh dịch, đề phòng thủng, bể bao khi phóng tinh), một tay còn lại cuộn vòng tròn bao lên để bao phủ đầu dương vật và vuốt cho bao phủ đến tận gốc.

### Tháo
Lưu ý sau khi giao hợp: Nên rút bao ra ngay lúc dương vật còn cương cứng. Một tay nên giữ chặt bao cao su, để tránh trường hợp bao hoặc tinh dịch có thể rớt vào âm đạo lúc đã hết cương. Để phòng tránh có thai và vệ sinh triệt để, chú ý rửa tay và bộ phận sinh dục nhiều lần với nước ấm và xà phòng, sau đó lau khô bằng khăn riêng. Lưu ý không để dương vật lại gần bộ phận sinh dục nữ giới nữa, vì tinh dịch vẫn tiết ra trong vòng hai giờ đồng hồ sau khi xuất tinh.

## Bao cao su cho nữ giới

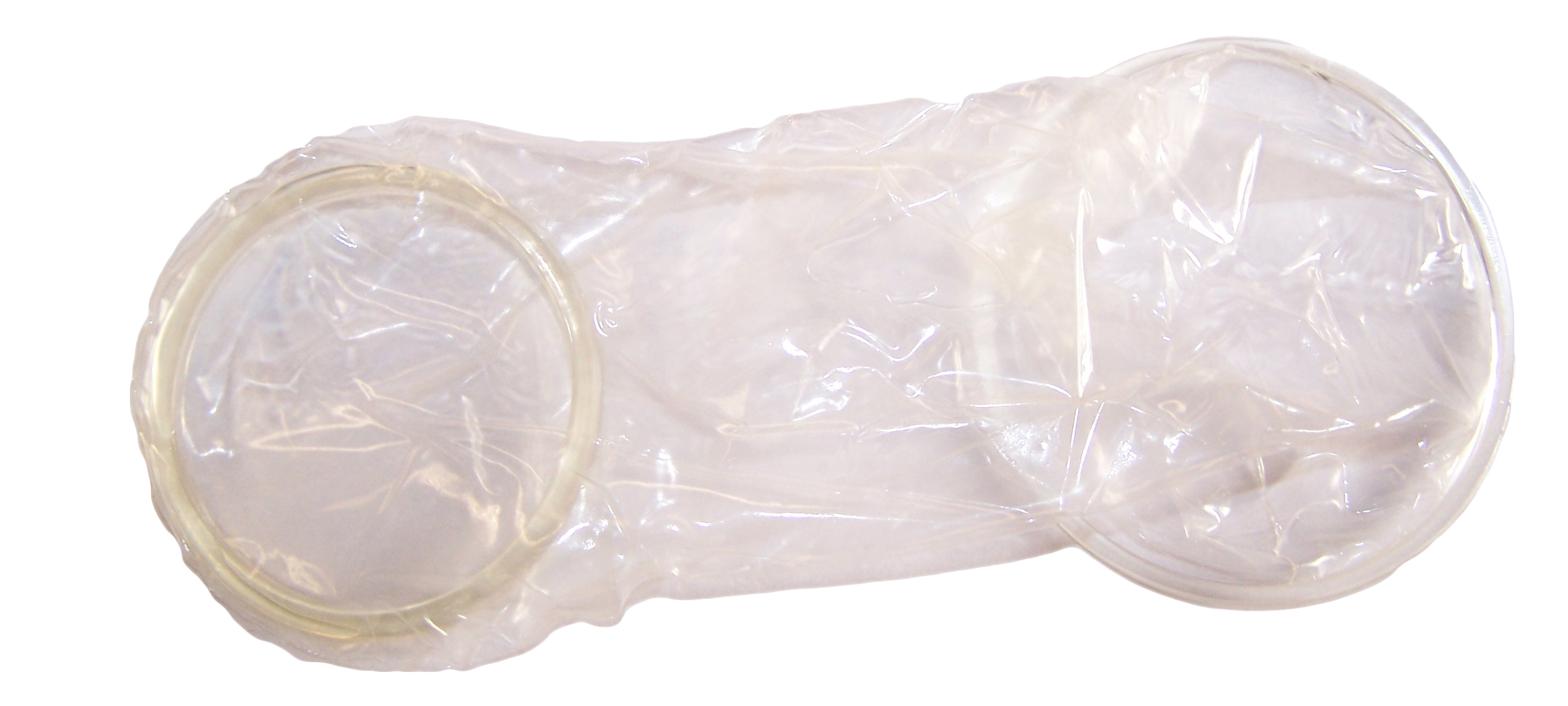
Bao cao su cho nữ giới

- Loại bao cao su âm đạo Reality (Reality vaginal condom): là một ống dài 17 cm, được chế tạo bằng chất dẻo polyurethan, có hai vòng mềm ở hai đầu. Dụng cụ được đặt vào âm đạo giống như cách đặt một màng ngăn, vòng ở đầu trong khớp với cổ tử cung, vòng ở đầu ngoài phủ lên các môi của âm hộ, do đó có thể hứng toàn bộ tinh dịch của nam giới phóng ra khi giao hợp, không cho lọt vào đường sinh dục nữ.
- Loại bao cao su âm đạo thứ hai (Women's choice female condom): có cấu tạo giống như bao cao su nam kèm theo một que nhựa để đẩy vào, đầu trong dày hơn khớp với đầu trên âm đạo, đầu ngoài là một vòng che phủ lên các môi của âm hộ. Dụng cụ được chế tạo bằng latex và dày hơn bao cao su của nam để tăng độ bền. Qua thử nghiệm người dùng thấy thoải mái, dễ lắp và dễ tháo.
- Còn một loại bao cao su dùng cho nữ nữa, có cấu tạo gần giống như chiếc quần lót bằng latex với một túi nhỏ ở đúng vị trí lỗ âm đạo. Trước khi giao hợp, người phụ nữ đẩy cái túi nhỏ này vào trong âm đạo. Dụng cụ này che phủ được toàn bộ tầng sinh môn và bộ phận sinh dục ngoài của người phụ nữ, do đó có khả năng bảo vệ tránh các bệnh lây theo đường tình dục cao.

### Đặt bao
- Xé vỏ, lấy bao ra nhẹ nhàng. Vân vê nhẹ cho dịch trơn đẫm hết bao. Bóp hẹp hình vòng nhỏ, cầm bao chắc chắn.
- Tay cầm bao đưa vào âm đạo, tay kia vạch môi sinh dục dẫn đường. Đưa bao vào sâu hết mức có thể đưa được.
- Đưa ngón tay vào trong bao, tìm chạm vòng nhỏ, đẩy bao sâu lên đến hết âm đạo. Tránh đừng để bao bị xoắn.

### Tháo bao
Xoắn miệng bao để giữ tinh dịch ở trong, kéo nhẹ bao ra.

## Phổ biến tại Việt Nam
Để phòng lây nhiễm HIV qua đường tình dục, UBND Thành phố Hồ Chí Minh tuyên bố ngày 05.03.2013, nhất trí mở rộng "chương trình 100% bao cao su" và triển khai việc đặt bao cao su trong tất cả phòng khách sạn trên địa bàn.